# Armitage with Handsacre
Armitage with Handsacre est une paroisse civile du Staffordshire, en Angleterre.